# Perilitus mellinus
Perilitus mellinus är en stekelart som först beskrevs av Léon Abel Provancher 1880.  Perilitus mellinus ingår i släktet Perilitus och familjen bracksteklar. Inga underarter finns listade i Catalogue of Life.